# ガーズィー・ヤーワル
ガーズィー・アジール・アル＝ヤーワル（غازي عجيل الياور Ghāzī &#145;Ajīl al-Yāwar, 1958年 - ）は、イラクの政治家。かつてイラク暫定政権の大統領、イラク移行政府の副大統領を務める。報道等ではガジ・ヤワルの表記が多い。
2004年6月に連合国暫定当局から主権を移譲され、2005年1月30日に実施されたイラク国民議会選挙に伴って移行政府が発足するまで政権を担当したイラク暫定政権において正式の国家元首とされていた。（実権を有していたのはイヤード・アッラーウィー首相。）
ヤーワルは、宗教的にはスンナ派に属すイラク最大のアラブ部族、シャンマル部族の有力者で、父が先代、叔父が現在の部族長である。エンジニアとしての教育を受け、1980年代にサウジアラビアのキング・ファハド大学に留学、のちにアメリカのジョージ・ワシントン大学で修士（土木工学）の学位を得た。その後もサッダーム・フセイン政権のイラクには帰国せず、80年代末から15年間サウジアラビアの通信会社で副社長を務めていた。
2003年にフセイン政権が連合国軍の攻撃（イラク戦争）により倒壊すると6月、イラクに帰国し、7月に発足したイラク統治評議会にスンナ派の部族代表者として参加した。5月にイッズッディーン・サリーム議長が暗殺された後、統治評議会が解散するまで務める後継の議長に就任した。5月下旬には統治評議会の議長として、暫定政権づくりを主導し、アメリカの影響力が強い統治評議会を排除して選挙管理政権としての設立を目指していた国連に対して反発する統治評議会をまとめ、また、主権委譲後も駐留する多国籍軍に対して暫定政権が決定権をもつことを要求するなど、完全主権の獲得を主張した。ヤーワルは統治評議会によって暫定政権の大統領候補に選出され、国連・暫定当局に追認されて暫定政権の大統領に決定した。
ヤーワルは当時政党には属さず（現在は世俗主義諸派の統一会派イラク国民リストに参加する「アル＝イラーキー」のトップである）、温厚な性格であることから統治評議会で重きをなした。彼の属するシャンマル部族はイラクからヨルダン、シリア、アラビア半島にもまたがる大部族で、内部にシーア派の氏族も内包する。また、クルド人の多い北部の都市モースル出身であることから、大統領として、イラクの最大集団であるスンナ派、シーア派、クルド人を調停する能力を期待される。
| 公職                                     | 公職                                     | 公職                                 |
| ---------------------------------------- | ---------------------------------------- | ------------------------------------ |
| 先代 サッダーム・フセイン （第三共和政） | イラク共和国大統領 暫定政府：2004 - 2005 | 次代 ジャラル・タラバニ （移行政府） |
| 先代 （イラク暫定政権）                  | イラク共和国副大統領 2006                | 次代 Tariq al-Hashimi (en            |